# Джино Бианко
Джино Бианко (на португалски: Gino Bianco) е бивш испански пилот от Формула 1. Роден на 22 юли 1916 година в Милано, Италия.

## Формула 1
Джино Бианко прави своя дебют във Формула 1 в Голямата награда на Великобритания през 1952 година. В световния шампионат записва 4 участия като не успява да спечели точки, състезава се с частен Мазерати.